# I'll Sleep When I'm Dead
I'll Sleep When I'm Dead é um filme de drama e crime do ano de 2003, dirigido por Mike Hodges, a partir do roteiro de Trevor Preston. O filme suporta muitas semelhanças marcantes com o filme de estreia de Hodges, o clássico de 1971 Get Carter. Ambos os filmes apresentam homens que retornaram às suas terras-natais para investigar a morte de um irmão que morreu em circunstâncias misteriosas.

## Enredo
Will Graham (Clive Owen), um londrino ex-líder do crime, deixou a sua antiga vida para viver como um eremita na floresta. Assombrado pelo sangue daqueles que assassinou, Will nunca desejou voltar. Mas, quando o seu irmão (Jonathan Rhys Meyers) comete suicídio, na sequência de uma agressão sexual nas mãos de um negociante obscuro (Malcolm McDowell), Will retorna a Londres para descobrir a causa da morte do seu irmão e administrar a justiça aos responsáveis. Lá ele também tem de enfrentar velhos inimigos e um antigo amor, Helen (Charlotte Rampling).